# Římskokatolická farnost Sebranice u Boskovic
Římskokatolická farnost Sebranice u Boskovic je územní společenství římských katolíků s farním kostelem Nanebevzetí Panny Marie. Farnost je součástí boskovického děkanství v rámci brněnské diecéze. Do farnosti patří kromě Sebranic také Nýrov, Voděrady a Újezd, část města Kunštátu.

## Historie farnosti
Farní kostel byl založen rajhradským klášterem v roce 1255 v gotickém slohu. V letech 1680–1687 byl raně barokně přestavěn. Nejstarší matrika sebranické farnosti, do níž se zaznamenávaly mezi lety 1734–1784 narozené děti, oddaní i zemřelí, má celkem 251 stran. Je umístěna v Moravském zemském archivu v Brně, kde se nachází celkem 7 matrik farnosti, které byly psány mezi lety 1784–1913.

## Duchovní správci
Farnost je spravována excurrendo z farnosti Kunštát na Moravě. Administrátory excurrendo byli do roku 2009 Pavel Kafka, v letech 2009–2012 Tomáš Koumal, v letech 2012–2023 Petr Košulič, od 1. září 2023 do 31. července 2024 Marek Slatinský a od 1. srpna 2024 Miloslav Čamek.

## Bohoslužby
| Kostel                         | Místo     | Bohoslužba (den) | Hodina                           | Poznámka     |
| ------------------------------ | --------- | ---------------- | -------------------------------- | ------------ |
| kostel Nanebevzetí Panny Marie | Sebranice | neděle čtvrtek   | 9.30 18.00 (během školního roku) | farní kostel |
| kaple svatého Václava          | Újezd     |                  |                                  | kaple        |

## Aktivity ve farnosti
Výuka náboženství probíhá ve škole v Nýrově a na faře v Sebranicích. Po nedělní bohoslužbě je na faře v provozu farní kavárna. Farnost se zapojuje do akcí Noci kostelů. Každé čtvrté úterý v měsíci v 18:00 se slouží bohoslužby střídavě ve Voděradech a v Nýrově.
Dnem vzájemných modliteb farností za bohoslovce a bohoslovců za farnosti brněnské diecéze je 15. leden. Adorační den připadá na 1. ledna.
Každoročně se ve farnosti koná tříkrálová sbírka, v roce 2015 se při ní v Nýrově vybralo 8 812 korun, ve Voděradech 2 280 korun. V roce 2017 dosáhl výtěžek sbírky v Nýrove 8 281 korun, ve Voděradech 2 853 korun.
Od roku 2006 probíhá oprava farního kostela. Do roku 2016 šlo o venkovní odvlhčení, zajištěnou statiku budovy, opravenou střechu presbytáře a také omítky. V roce 2017 byla provedena výmalba interiéru a opravena střecha nad lodí kostela. Na opravách v řádech statisíců korun ročně se podílí farnost, obec, Jihomoravský kraj a ministerstvo kultury.

## Fotogalerie

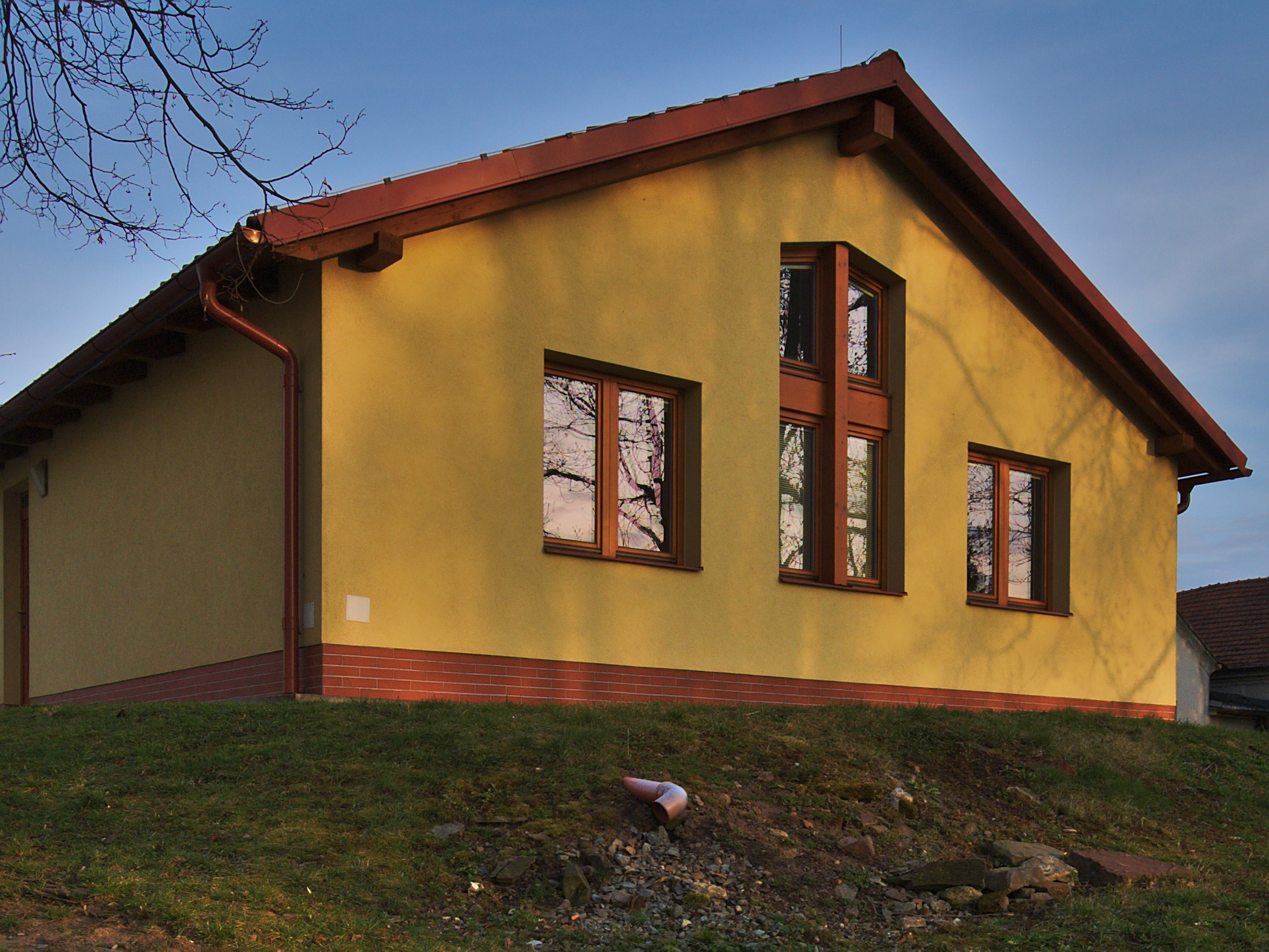
Současná fara
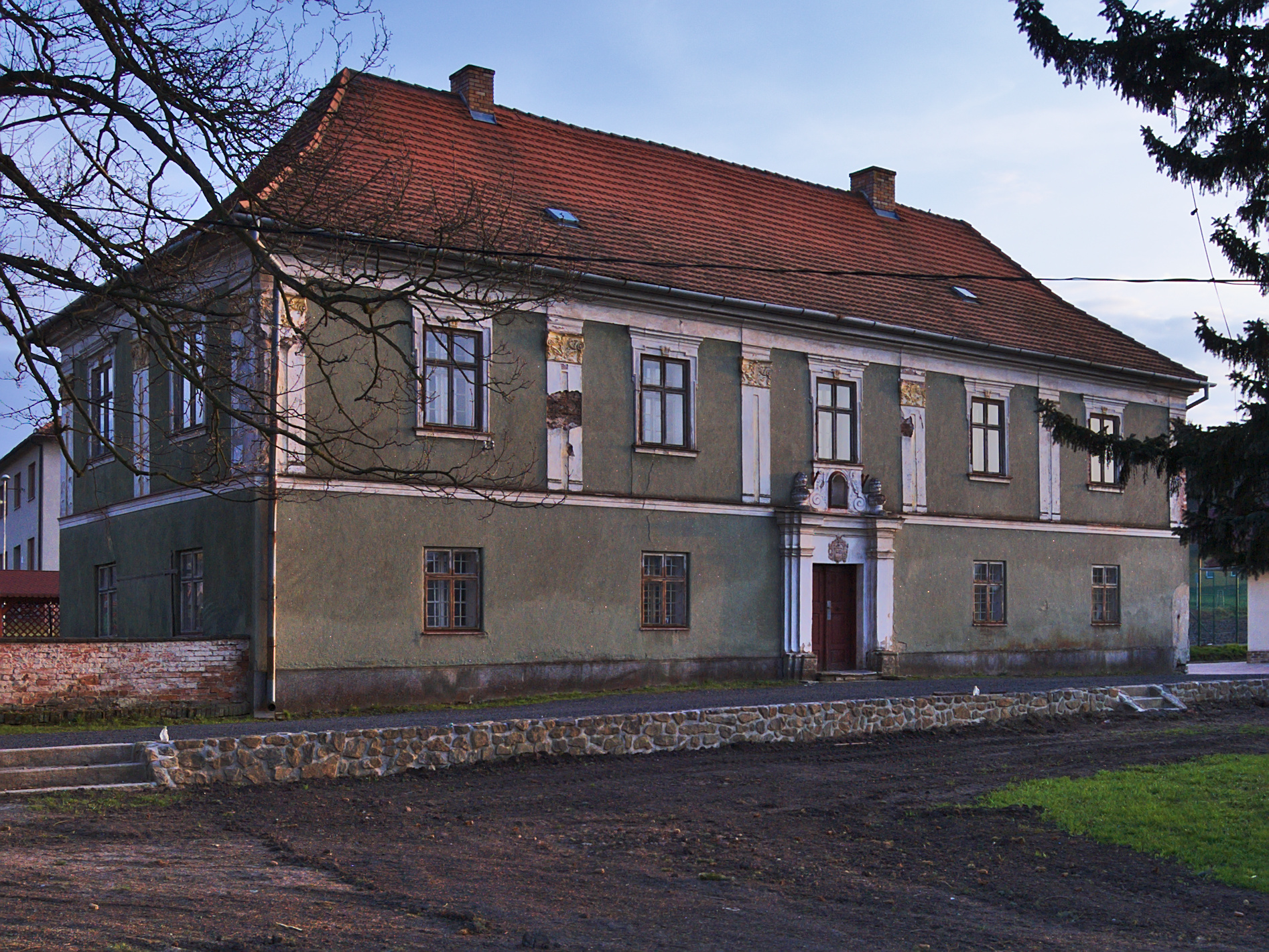
Bývalá fara
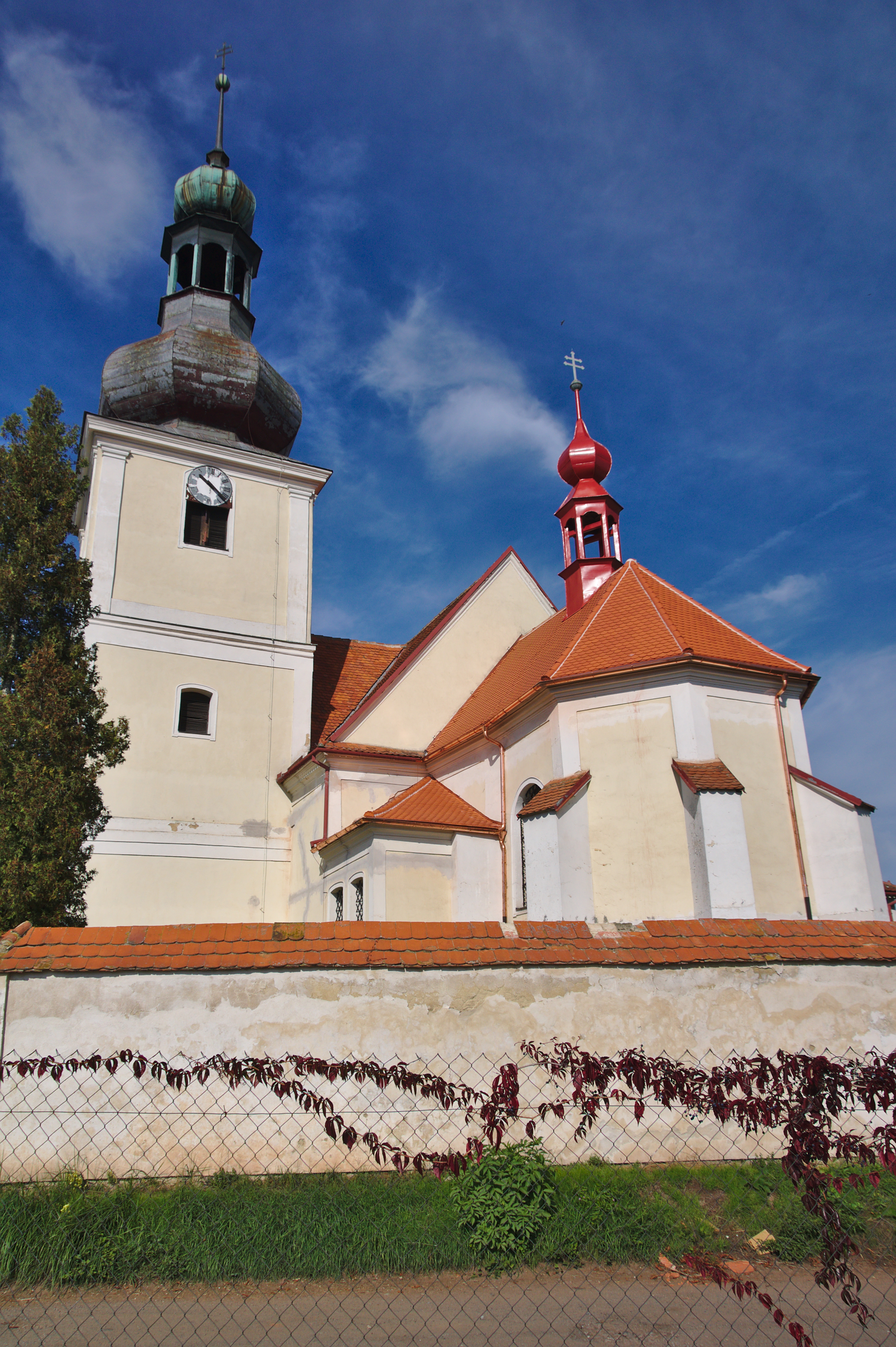
Kostel Nanebevzetí Panny Marie